# Roberto Miggiano
Roberto Miggiano (Lecce, 15 marzo 1964) è un allenatore di calcio ed ex calciatore italiano, di ruolo difensore.

## Carriera

### Giocatore
Ricopriva il ruolo di difensore; è noto soprattutto per aver vestito le maglie di Lecce, in Serie A e Avellino in Serie B. Ha giocato anche con Acireale, Salernitana ed Empoli.
Nella massima serie ha collezionato 40 presenze e 2 marcature (entrambe contro il Pisa).

### Allenatore
Inizia nel settore giovanile del Lecce allenando prima gli allievi nazionali fino al gennaio 2006 e poi la primavera fino al termine della stagione. Con gli allievi nazionali vince il campionato italiano, lanciando il giovane salentino Gianmarco Ingrosso, che arrivera' sino in prima squadra.
Nel gennaio 2007 subentra a Francesco Zanoncelli sulla panchina della Giacomense ed in seguito a una serie di buoni risultati, porta i ferraresi ai play-off grazie al quinto posto conseguito in campionato.
Nel corso della stagione successiva viene chiamato dalla Paganese in C1 per sostituire Andrea Chiappini e riesce a risollevare la squadra da una lunga striscia di risultati negativi, concludendo la stagione con una sofferta ed insperata salvezza.
Ai nastri di partenza della stagione successiva è l'allenatore della Pistoiese in Lega Pro Prima Divisione. La proprietà, che a fine anno chiuderà per fallimento, lo esonera il 28 ottobre, ma la squadra verrà comunque retrocessa anche sul campo.
Il 28 giugno 2010 viene assunto come allenatore della squadra Primavera del Napoli, incarico che ricopre per una stagione.
Il 18 luglio 2013 Miggiano è diventato il nuovo allenatore del Viareggio venendo poi esonerato dopo 9 giornate.
Nella stagione successiva ricopre il ruolo di osservatore esterno nell'Inter, voluto da Walter Mazzarri, fino all'esonero di quest'ultimo.

## Palmarès

### Giocatore

#### Competizioni nazionali
- Campionato italiano di Serie B: 1

Lecce: 1984-1985